# Patrick Ebert
Patrick Ebert (Potsdam, 17 de março de 1987) é um futebolista da Alemanha. Atualmente joga no FC Ingolstadt 04.

## Carreira

### Hertha Berlim
Patrick é um jogador que começou o futebol no lado de TuS Gaarden (de) durante sua carreira juvenil, então ele ficou até 1998 com o clube do TSV Russee. É observado rapidamente, e no mesmo ano ele se juntou ao clube do Hertha Berlim ainda hoje.
Em sua carreira de jovem, o Hertha viu como um jogador com um futuro brilhante é que em 2004 ele se juntou no equipa B, com um desempenho de 41 jogos de 7 golos. Em 2006, ele foi enviado para a primeira equipa, com 91 jogos e 8 golos. Ele é um jogador jovem que se manteve fidelidade ao clube formado.
Ele fez sua primeira partida oficial na Bundesliga o 13 de agosto de 2006, para o primeiro jogo da temporada do Hertha Berlim, que se mudou para no campo do VfL Wolfsburg (0-0). Ele voltou para a 64', substituir a lugar de Ellery Cairo. (en)

## Títulos

### Alemanha Sub-21
- Campeonato Europeu de Sub-21 : 1 vezes — 2009

## Seleção nacional
Cada jogador jovem, ele apontou nos Sub-16 até os Sub-21, com a seleção alemã . Em 2009, com os Sub-21, ele e sua equipa ganhou o título de Campeão Europeu Sub-21, o primeiro título de campeão europeu ganhou a Alemanha.
Patrick jogou 13 jogos e 1 golo com os Sub-21 de 2007 e 2009.

### Jogos Internacionais
|  | Data                  | Cidade      | Adversário                   | Resultado |         | Competição                                                          | Relatório |
|  | --------------------- | ----------- | ---------------------------- | --------- | ------- | ------------------------------------------------------------------- | --------- |
|  | 7 de setembro de 2009 | Lurgan (en) | Irlanda do Norte Sub-21 (en) | 0 – 3     | 78' ?'  | Qualificações para o Campeonato Europeu de Futebol Sub-21 (Grupo 9) |           |
|  | 15 de junho de 2009   | Gotemburgo  | Espanha Sub-21 (en)          | 0 – 0     | 86'     | Campeonato Europeu de Sub-21 (Grupo B)                              |           |
|  | 18 de junho de 2009   | Halmstad    | Finlândia Sub-21 (en)        | 2 – 0     | 46' 51' | Campeonato Europeu de Sub-21 (Grupo B)                              |           |
|  | 22 de junho de 2009   | Halmstad    | Inglaterra (en)              | 1 – 1     | 85'     | Campeonato Europeu de Sub-21 (Grupo B)                              |           |